# Kolczatka (urządzenie)

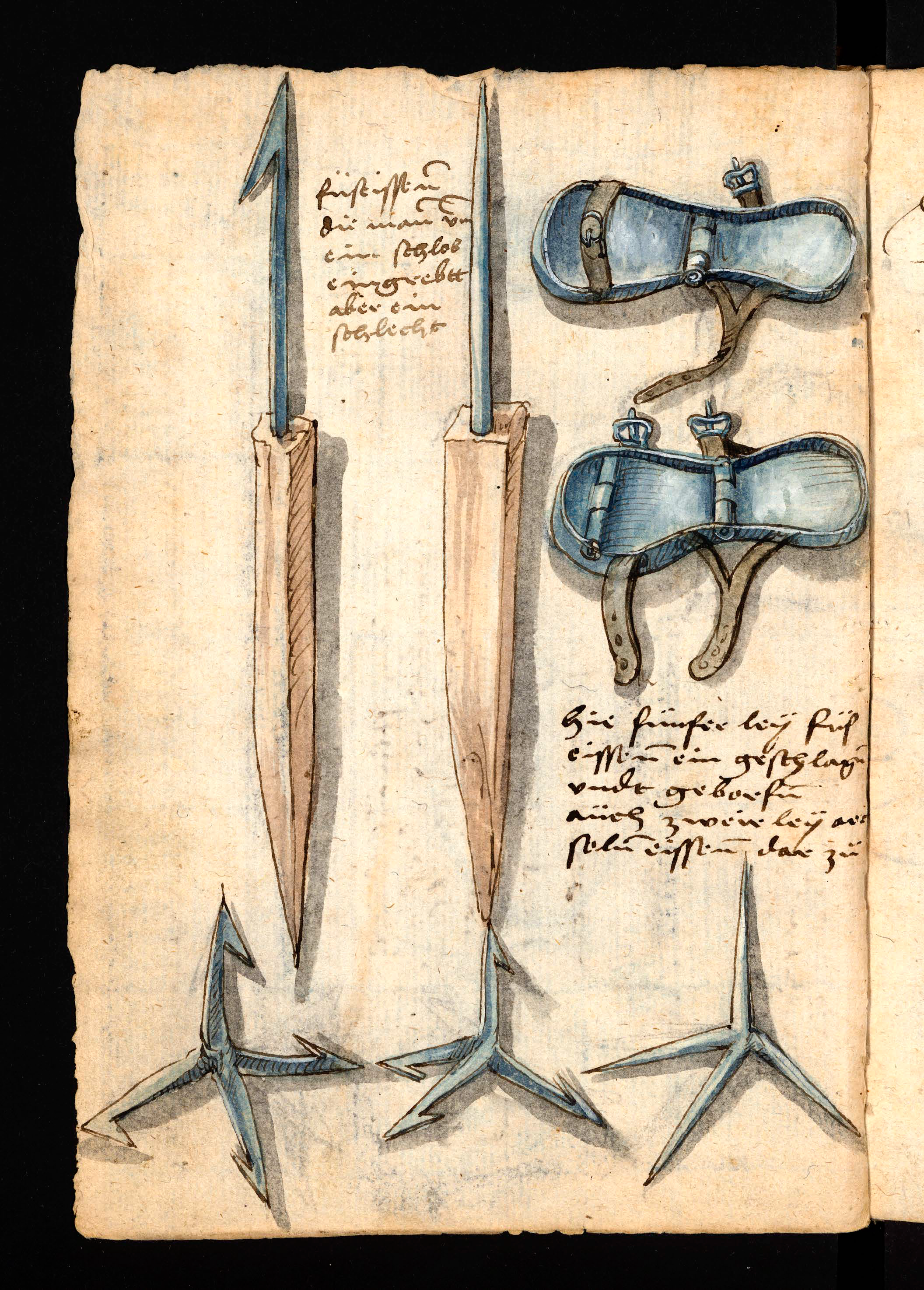
Różne rodzaje kaletek i metalowych podeszew, które można zapiąć pod spód jako środek zaradczy z Codex Löffelholz, Norymberga 1505 r.

Kolczatka – rodzaj zapory dla zwierząt i pojazdów na pneumatykach, w postaci kolców zestawionych gwiaździście w taki sposób, aby przynajmniej jeden skierowany był w górę.  Inna wersja to ustawiony w poprzek drogi rząd kolców w kształcie grzebienia, zwykle z możliwością podnoszenia go lub chowania.
Wzorem tej broni mogły być nasiona buzdyganka (Tribulus terrestris L.) lub chabra kolącego (Centaurea calcitrapa) – łacińskie calcitrapa znaczy "pułapka na stopy".

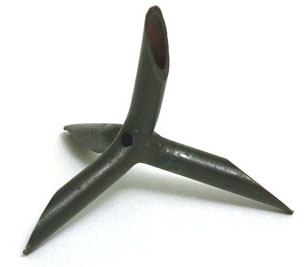
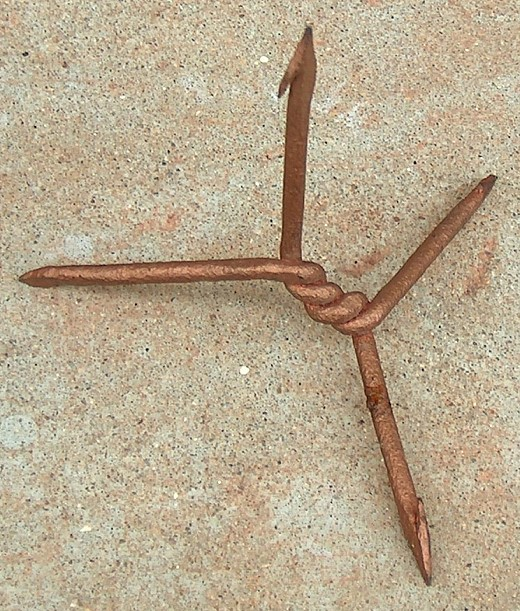
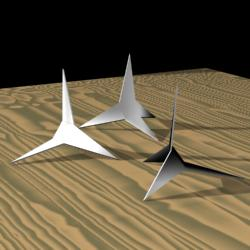